# Aspidophorodon longirostre
Aspidophorodon longirostre (лат.) — вид тлей рода Aspidophorodon из подсемейства Aphidinae. Эндемики Китая (Sichuan).

## Описание
Мелкие насекомые, длина 1,1 — 1,4 мм. Дорзум тела покрыт овальными скульптурными линиями; срединный лобный бугорок хорошо развит, черепитчатый, с сильным вдавлением посередине; усиковые бугорки каждый с коротким пальцевидным и черепитчатым отростком на внутренней вершине, ниже срединного лобного бугорка; рострум достигает задних тазиков, конечный сегмент рострума длинный, клиновидный, тонкий и в 3,28-3,42 длиннее своей ширины; 8-й тергит выступает каудально в треугольный шиповидный отросток, достигающий середины кауды, суженный на вершине и с отчётливо овальными скульптурами. Этот вид питается на нижней стороне листьев Salix. Вид был впервые описан в 2022 году по типовым материалам из Китая и включён в подрод Eoessigia. Голова с тремя отростками на лбу; дорзум тела разнообразно украшен морщинками, неправильной полигональной сетчатостью, овальными или полукруглыми скульптурными линиями, мелкими сосочковидными бугорками; трубочки длинные и ложковидные, широкие в основании, слегка вздутые дистально, без фланца.